# Гусёк (грузоподъёмный кран)
Гусёк (также клюв, хобот) — деталь, являющаяся частью грузоподъёмного стрелового крана, обычно решетчатой конструкции. Гусёк устанавливается на конце шарнирно-сочленённой стрелы и увеличивает радиус действия крана. На конце гуська расположен блок для троса.

## Горизонтальное перемещение

Устройство гуська, при котором горизонтальное перемещение груза обеспечивается конструкцией сочленений

Одна из целей использования гуська состоит в горизонтальном перемещении груза при изменении вылета стрелы. Эта цель может быть достигнута как с использованием геометрических соотношений элементов конструкции крана, так и с применением отдельного привода (управляемый гусёк).

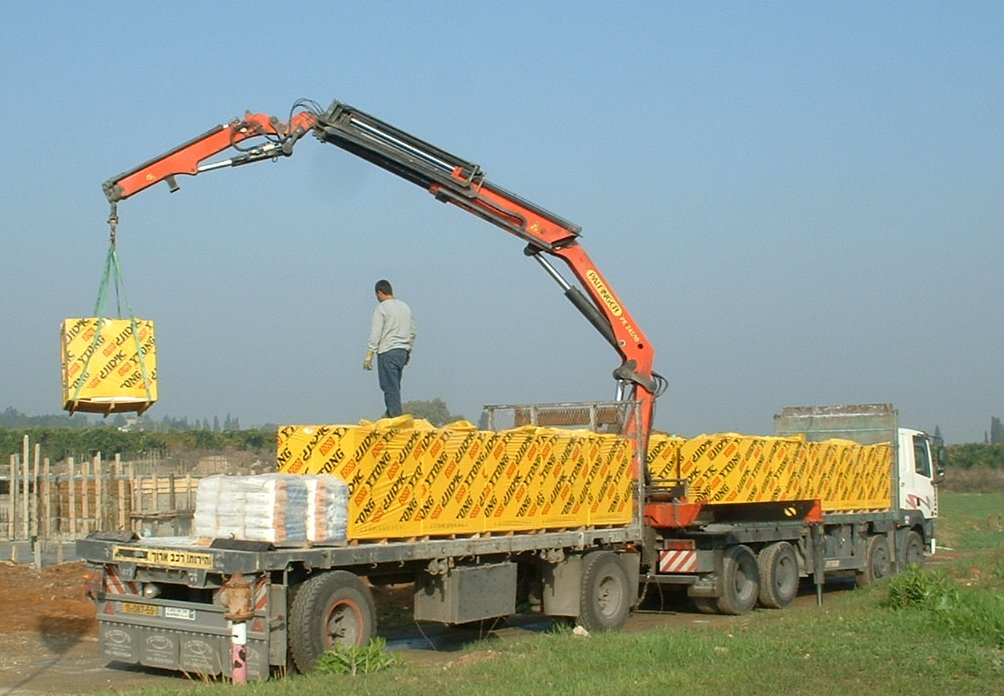
Управляемый гусёк с гидроприводом

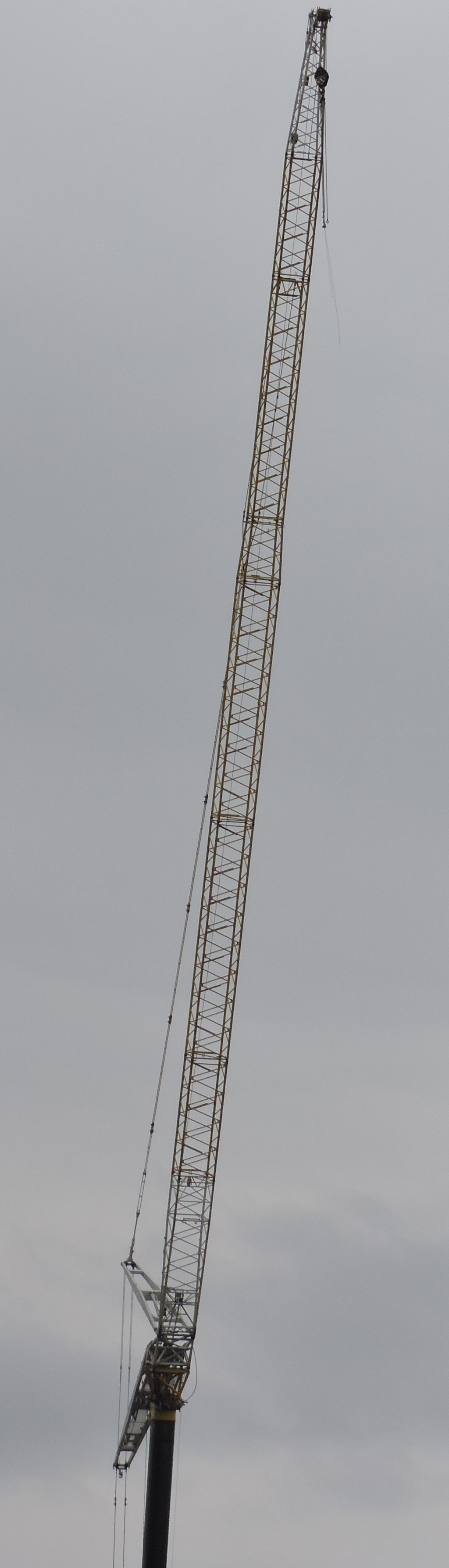
Классический решётчатый гусёк на конце стрелы автокрана